# Caracara creightoni
Caracara creightoni (каракара багамська) — вимерлий вид хижих птахів птахів родини соколових (Falconidae). Вид описаний за викопними рештками, знайденими на Багамських островах і Кубі.

## Опис
Багамські каракари досягали 58 см і були меншими, ніж сучасні аргентинські каракари. Вони мали більш міцний дзьоб, міцніші лапи, однак більш короткі крила, що вказує на те, що ці птахи погано літали. Ймовірно, багамські каракари були опортуністичними хижаками і живилися падлом, а не активно полювали.
Генетичні дослідження показали, що багамські каракари розділилися з аргентинськими каракарами приблизно 1,2-0,4 млн років тому, під час плейстоцену. Ймовірно, ці птахи вимерли внаслідок появи на їх островах людей. 